# ドラケンスバーグ山脈
ドラケンスバーグ山脈（ドラケンスバーグさんみゃく、英語: Drakensberg　アフリカーンス語: Drakensberge（ドラケンスベルヘ））はアフリカ大陸南部の海岸線に広がる南部アフリカ大断崖の一部で、南アフリカ共和国東部にあり、レソトを抜け南北に連なる、この付近で最も高い山脈で、最高峰はレソトのタバナントレニャナ山（標高3482 m）である。「ドラケンスバーグ」はアフリカーンス語で「竜の山々」を意味する「ドラケンスベルヘ」の英語読みで、ズールー語ではウカランバ（「槍の障壁」）と呼ばれる。クワズール・ナタール州とフリーステイト州を分ける山であるとともに、その東の屈曲部は南アフリカとレソトの国境線を形成しており、レソト領内に位置するものはマロティ山脈と呼ばれる。

## 位置
この山脈は南部アフリカの南東部に位置し、南西から北東へと約1000 kmにわたってのびている。西部はオレンジ川とヴァール川に浸食されている。一方、東部と南部にはトゥゲラ川やサビー川などをはじめとする多くの河川が流れている。インド洋に面し、南東にはダーバンという都市がある。

## 気候
ドラケンスバーグ山脈の一帯には、1年を通じて降雨があり、また霧の発生もあるなど、比較的湿潤である。また、場所によっては冬季に降雪も見られる。

## 地形

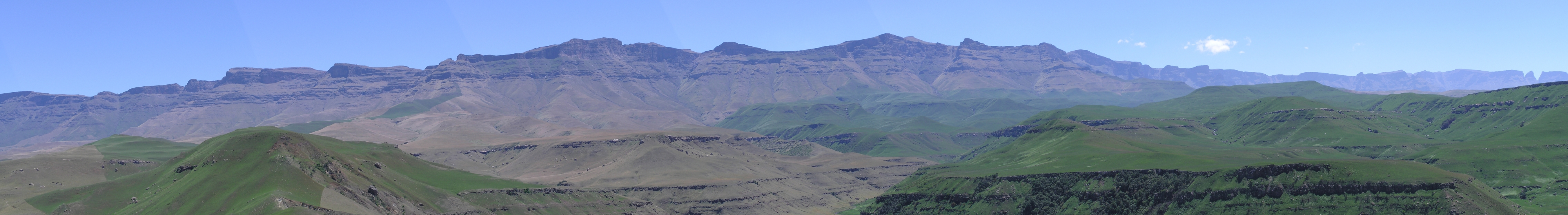
約31km離れた場所から撮影されたドラケンスバーグ山脈の山並み。

地理的には、ドラケンスバーグ山脈は本来のアフリカ高原の残滓にあたり、砂岩からなる基盤岩の上に厚さ1500 m以上の玄武岩の層が載っている。そのため山腹の急峻な山塊と尖峰が入り混じる山容を示す。砂岩の壁面にところどころ口を覗かせる洞窟には、サン人による洞窟壁画が多く残る。
ドラケンスバーグ山脈は古期造山帯の山脈である。

### 主な山
- タバナントレニャナ山（標高3482 m）最高峰であり、これはレソト国内の最高点でもある。
- マファディ山（標高3450 m、南アフリカとレソトの国境）南アフリカの最高峰
- Makoaneng（標高3416 m）
- Njesuthi（標高3408 m）
- シャンパーニュ・カースル山[1]（標高3377 m）
- ジャイアンツ・カースル[1]（標高3315 m）
- Ben Macdhui（標高3001 m）

などがある。主要な山頂は全て制覇され尽くしているが、小さな山頂には未制覇のものもある。

## 世界遺産
ドラケンスバーグ山脈の様々な自然保護区が、レソト国境に近いクワズール・ナタール州内に設定されており、これらはまとめてユネスコの世界遺産（複合遺産）に登録されている。ラムサール条約登録対象となっている湿地などの自然環境と、サン人の残した洞窟壁画が多く残る考古遺跡との両面が評価されたものである。
当初の名称は「ウクハランバ/ドラケンスバーグ公園」だったが、2013年にレソトのセアラバセベ国立公園に範囲が拡大され、それに伴い名称も「マロティ＝ドラケンスバーグ公園」に変更された。

## 映像
- NHK BS3 「驚き！地球！グレートネイチャー　驚天動地！地球史を語る竜の山　～南アフリカ～」 (2019年1月放映)